# Groupe Ładoś

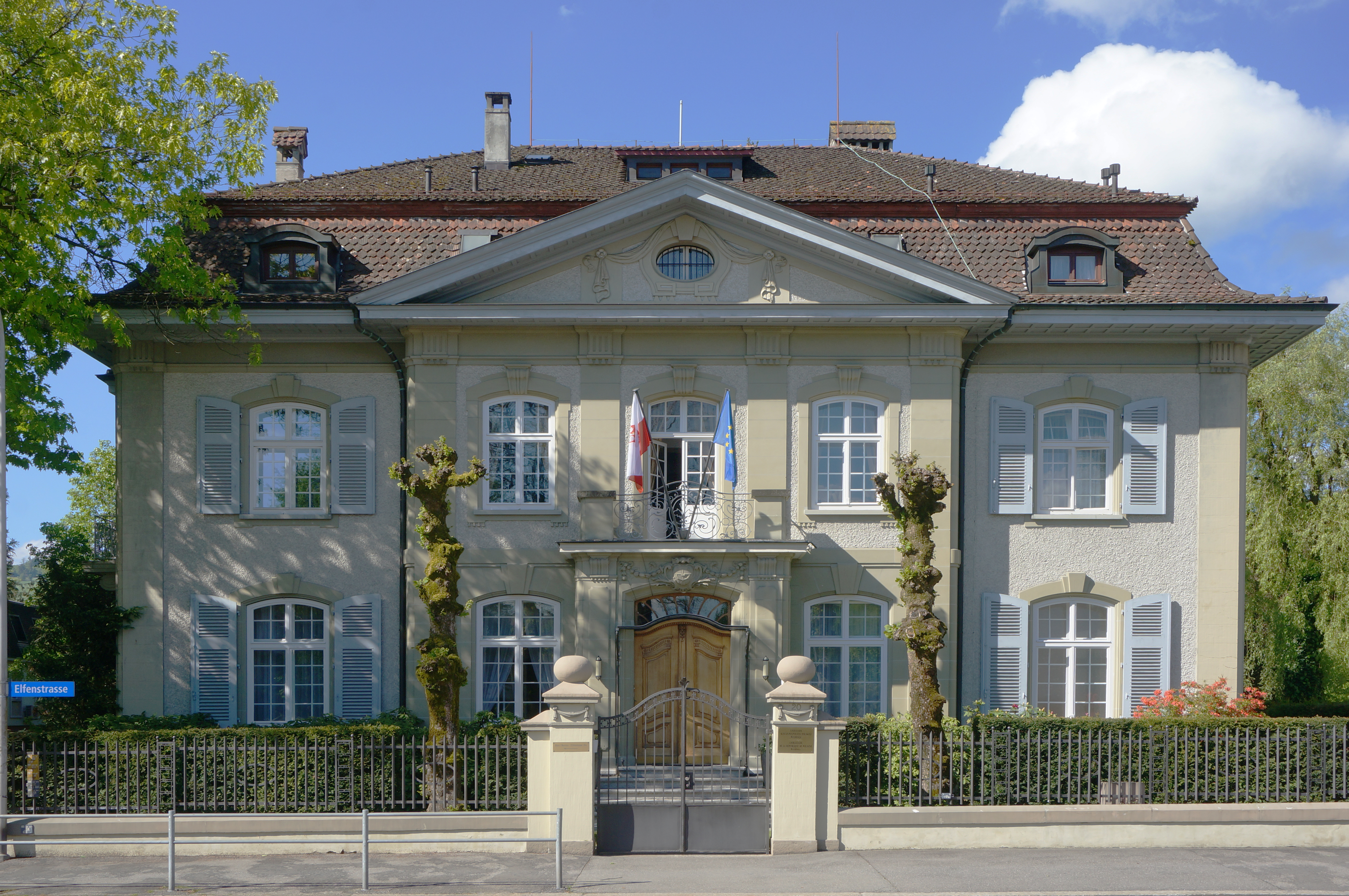
Résidence de l'ambassade de la République de Pologne à Berne.

Le groupe Ładoś (polonais : Grupa Ładosia) est un groupe de diplomates polonais et d'organisation juives, basé à Berne qui sauva de l'holocauste plusieurs centaines de juifs en leur fournissant des faux passeports latino-américains et principalement paraguayens.

## Composition du groupe
Le groupe est composé de quatre diplomates de la légation polonaise à Berne, d'un représentant du comité RELICO (Organisation de secours aux victimes juives de la guerre) créé par le Congrès juif mondial et d'un représentant d'Agoudat Israel. Cinq membres sur six sont polonais et la moitié d'entre eux sont juifs.
Les membres du groupe :
- Aleksander Ładoś (1891-1963), ambassadeur de Pologne à Berne de 1940 à 1945 ;
- Abraham Silberschein (1881-1951), avocat, activiste sioniste, ancien député de la Diète de Pologne, fondateur du comité de secours RELICO ;
- Konstanty Rokicki (1899-1958), consul de Pologne à Berne de 1939 à 1945 ;
- Chaim Yisroel Eiss (1876-1943), un commerçant né à Ustrzyki, figure majeure d'Agoudat Israel, résidant à Zurich ;
- Stefan Ryniewicz (1903-1987), conseiller de la légation de Pologne de 1938 à 1945, adjoint d'Aleksander Ładoś ;
- Juliusz Kühl (en) (1913-1985), attaché de la légation de Pologne, expert des contacts avec la diaspora juive en Suisse.

Konstanty Rokicki contribue particulièrement à l’acquisition de passeports vierges et à leur saisie, tandis qu'Abraham Silberschein et Chaim Yisroel Eiss s'occupent de la contrebande des passeports, des photos et des données à caractère personnel entre Berne et l'Europe occupée. Aleksander Ładoś et Stefan Ryniewicz ont pour mission d'assurer la dissimulation au sein du corps diplomatique bernois et d'empêcher les autorités suisses de mettre fin à l'opération. Ładoś et Ryniewicz interviennent tous deux dans cette affaire en 1943 et échangent des arguments avec le ministre suisse des Affaires étrangères, Marcel Pilet-Golaz, et le chef de la police, Heinrich Rothmund. Juliusz Kühl, 26 ans, diplômé en doctorat de l'Université de Berne au début de la guerre, facilite les contacts entre les organisations juives et la légation. Par la suite, il est nommé chef-adjoint de la division consulaire. Il aide probablement aussi à l'acheminement des passeports vierges.

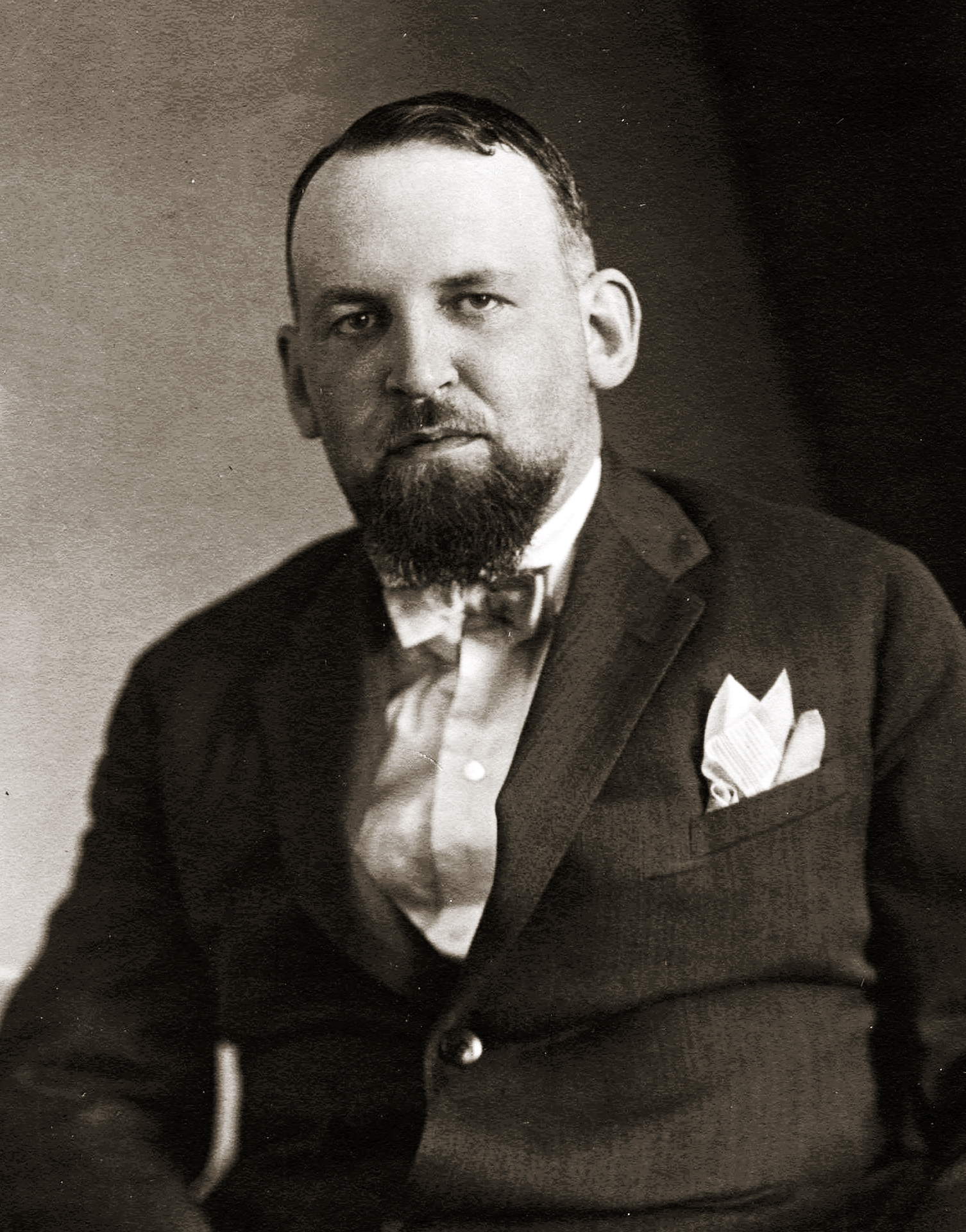
Aleksander Ładoś.
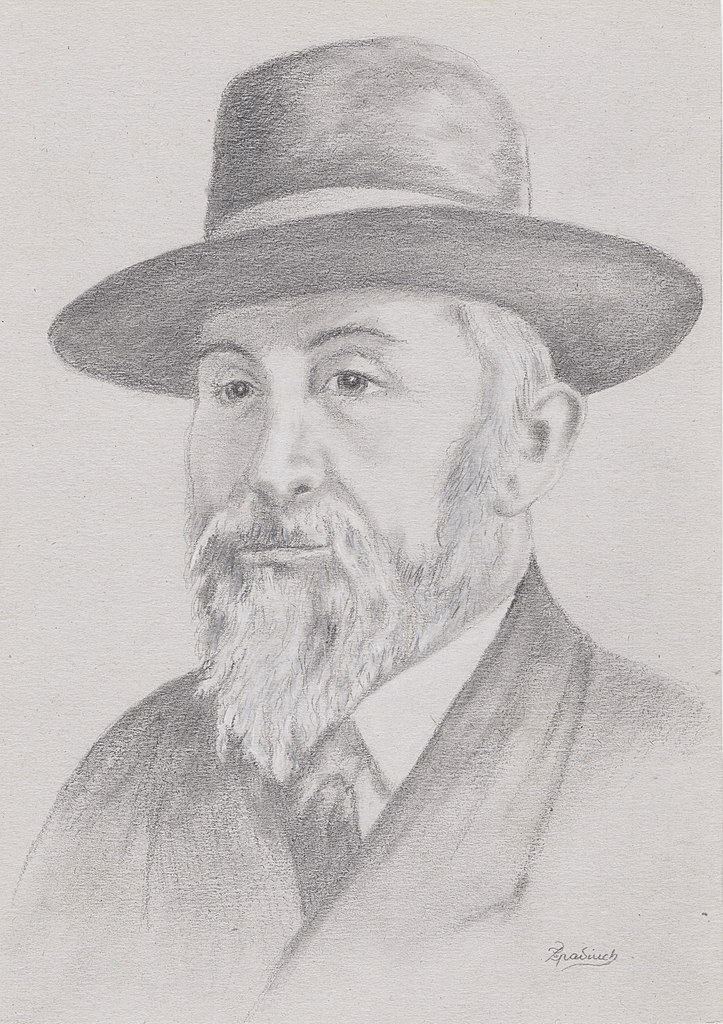
Chaim Eiss.
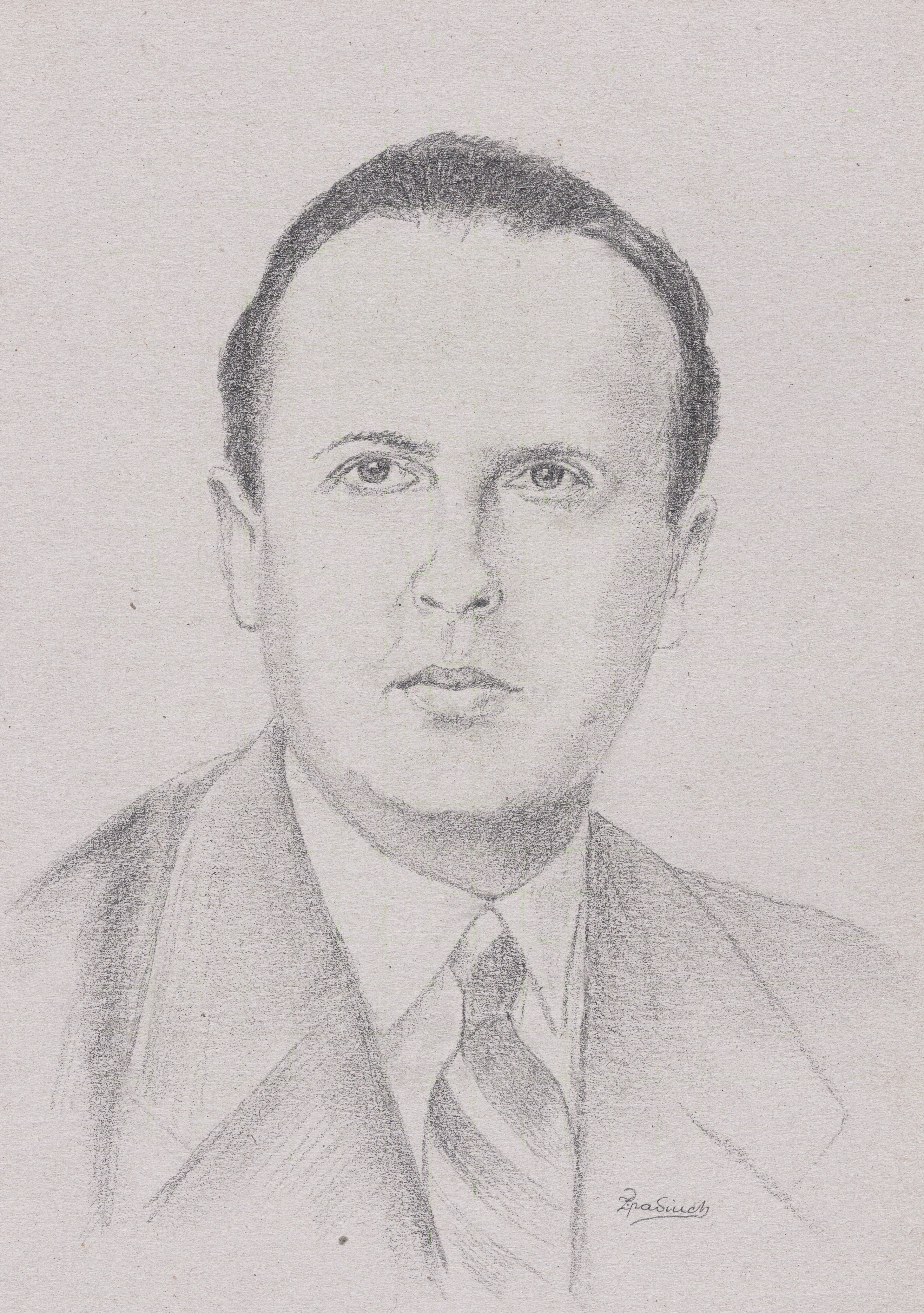
Stefan Ryniewicz.
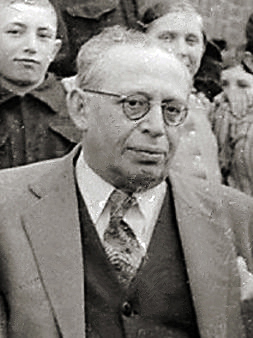
Abraham Silberschein.
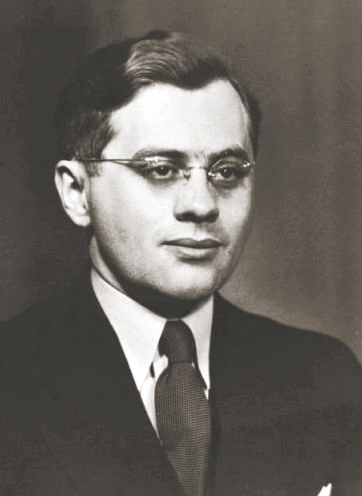
Juliusz Kühl.
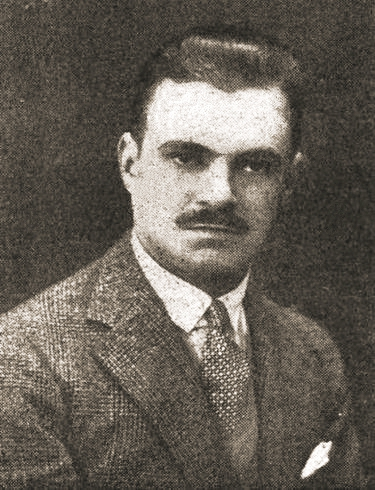
Konstanty Rokicki.

## Contexte historique
En septembre 1939, la Pologne est envahie par l'Allemagne nazie et l'Union soviétique et divisée en deux zones d'occupation. Près de 36 millions de polonais, dont plus de 3 millions de membres de la communauté juive, sont soumis à la domination allemande et soviétique. Le gouvernement polonais refuse de capituler et, le 17 septembre 1939, traverse la frontière avec la Roumanie, où il est interné. Conformément à la constitution de 1935, le président Ignacy Mościcki désigne Władysław Raczkiewicz comme successeur et démissionne. En outre, un nouveau gouvernement polonais en exil se forme à Paris et commence à rassembler les forces armées en France. Ce gouvernement, dirigé par le général Władysław Sikorski, prend le contrôle de l'ensemble des biens de l'État polonais à l'étranger, y compris le réseau de ses missions diplomatiques. Après l'invasion de la France par les Allemands, le gouvernement s'installe à Londres, d'où il continue de se battre. Dans la partie continentale de l'Europe occidentale, le gouvernement polonais en exil est représenté par des légations en Suisse, au Portugal, en Espagne et en Suède. Les autres pays sont soit occupés, soit fermés, sous la pression des Allemands, aux missions diplomatiques polonaises. En Suisse, la légation est située à Elfenstrasse, dans le district diplomatique de Kirchenfeld.
À partir de 1940, un autre bâtiment abritant une section consulaire est loué dans la Thunstrasse. En avril 1940, la légation est dirigée par Aleksander Ładoś, envoyé spécial en Lettonie (1923-1926) et consul général à Munich (1927-1931). Ładoś quitte la Pologne tout de suite après l'invasion et est brièvement membre du gouvernement de Władysław Sikorski. Lorsqu'il prit ses fonctions à Berne, les trois autres diplomates y travaillaient déjà: Ryniewicz depuis 1938 et Kühl et Rokicki depuis 1939. Rokicki et Ryniewicz se connaissent depuis leur précédent poste à Riga (1934-1936) et sont probablement proches. À Berne, ils rencontrent Kühl et Ładoś. Peu avant le début de la guerre, Abraham Silberschein, qui est supposé être le délégué du 21e Congrès sioniste, arrive à Genève depuis Lviv. Chaim Yisroel Eiss séjourne en Suisse depuis le début du XXe siècle et possède un magasin à Zurich. Les deux représentants des organisations juives ne se connaissaient pas jusque-là et sont politiquement très distants.

## Création des passeports
Selon Juliusz Kühl, cette idée de fabriquer de faux passeports latino-américains, née au tournant de 1939, n'est pas liée à l'Holocauste. Plusieurs douzaines de documents paraguayens ont été produits dans le but de permettre aux Juifs, influents des régions occupées par l'Union soviétique, de s'échapper par le Japon. À la fin de 1939 et au début de 1940, il existe encore quelques pays neutres entre la Suisse et la frontière soviétique et le passage des frontières est formellement possible. La légation prend contact avec le consul honoraire du Paraguay, le notaire Bernhard Rudolf Hügli, qui est prêt à vendre des passeports vierges. Une trentaine de ces documents sont achetés dans un premier temps. On ignore qui les remplit et comment ils arrivent en Union soviétique. On pense que la fabrication des passeports avait au début un caractère assez unique. Cependant la production des documents se poursuit dans les années suivantes. L'exemple le plus connu est le passeport obtenu par Eli Sternbuch pour sa future épouse Guta Eisenzweig et sa mère, en novembre 1941. La famille Sternbuch l'obtient en contactant Juliusz Kühl. Selon une étude réalisée en 1957 par Yad Vashem, des passeports sont également fabriqués, en particulier après l'attaque allemande contre l'Union soviétique en 1941 et après la création de ghettos juifs. Dans certains cas, les porteurs de tels documents sont libérés de l'obligation de vivre dans des ghettos et de porter le brassard avec l'étoile de David.
La production à grande échelle des passeports commence en 1942, après la conférence de Wannsee, au moment où le meurtre de masse de juifs européens est décidé. À partir de ce moment, les détenteurs des passeports des pays d'Amérique latine sont protégés de la déportation dans les camps d'extermination nazis, mais sont envoyés dans des camps d'internement en Allemagne et en France occupée. À l’origine, l’opération se déroule de manière chaotique. C'est la raison pour laquelle la légation prend contact avec Abraham Silberschein en 1942. Interrogé par la police, Silberchein répond ainsi :
« J'ai eu un rendez-vous à la légation de Pologne à Berne avec le secrétaire Ryniewicz et monsieur Rokicki, responsable de la section consulaire. Ces deux messieurs ont attiré mon attention sur le fait que certaines personnes en Suisse s'occupent de fournir des passeports de pays d'Amérique latine à des Polonais des pays occupés par l'Allemagne. Ces passeports permettent à leurs titulaires d'améliorer leur situation. Nous avions un véritable « marché noir » de passeports. Les responsables de la légation ont exprimé le souhait que je prenne la responsabilité de cette affaire, ce que j'ai fait pour le compte de RELICO. »

## Passeports du Paraguay
C’est l'association de RELICO et la légation qui constituent le cœur du système. Silberschein envoyait les listes au consul Rokicki. Celui-ci les enregistrait et faitsait fabriquer les passeports. Rokicki renvoyait ensuite à Silberschein les passeports ou leurs copies certifiées conformes. Dans tous les cas, une lettre du consul honoraire Rudolf Hügli était envoyée, informant le détenteur qu'il avait reçu la nationalité paraguayenne. Quand en janvier 1943, Hügli est interrogé par la police. Il déclare ainsi :
« Au milieu de 1942, j'ai commencé à fournir des passeports. Kuhl avait eu l'idée de remettre des passeports à des personnes dépourvues de papiers d'identité et apatrides. [...] La plupart des cas ont été signalés par la légation de Pologne, par monsieur Kühl, [...] C'est lui qui m'a payé. Je ne sais pas si l'ambassadeur de Pologne était au courant. En tout état de cause, le premier secrétaire, Stefan Ryniewicz, savait tout. Il a rempli les passeports et me les a envoyés pour signature et tampon. »
Il est à noter que la grande majorité des passeports paraguayens sont datés du 18 au 30 décembre 1942 et qu'aucun n'est daté de 1943. Toutefois, la correspondance entre Silberschein et Rokicki, disponible dans les archives de Yad Vashem, indique que ces passeports étaient tous datés. Cela faisait probablement partie du contrat avec Hügli. La grande majorité des passeports paraguayens étaient rédigés de la main du consul Rokicki. Il existe également plusieurs passeports rédigés d'une écriture non identifiée. La version la plus vraisemblable est qu'ils étaient écrits par Juliusz Kühl ou Stefan Ryniewicz.
Les passeports étaient émis aux noms de citoyens juifs de Pologne, des Pays-Bas, de Slovaquie et de Hongrie, ainsi que pour les juifs privés de la citoyenneté allemande. Le nombre de passeports trouvés dans les archives de Silberschein à Yad Vashem suggèrent que trois séries de ces documents ont été produites, soit au moins 1 056 documents. Les passeports étaient délivrés pour une ou plusieurs personnes d'une famille. On peut donc estimer qu'ils concernaient environ 2 100 individus. Chaque passeport coûtait entre 500 et 2 000 francs suisses. L'argent était remis à Rudolf Hügli par Rokicki, Kühl ou Ryniewicz. Cela a dû rapporter à Hügli un revenu énorme pendant toute l'opération. À titre de comparaison, le salaire mensuel de Aleksander Ładoś était alors de 1 800 francs et celui de Juliusz Kühl, de 350 francs.

## Passeport du Péron et du Salvador
En 1943, Silberschein contacte José Barreto, consul du Pérou à Genève, auquel il remet, selon son témoignage, entre 10 et 12 000 francs en échange de 28 passeports. Informé de l'opération, le consul général du Pérou a renvoyé Barreto, malgré les protestations de Ryniewicz qui tente de le défendre. Une action similaire est entreprise de la part de l'ambassade de Pologne à Lima. Silberschein contacte également George Mantello, un employé juif du consulat général du Salvador à Genève, qui, avec le consentement de son chef, José Arturo Castellanos Contreras, remet des passeports et des pièces d'identité confirmant la citoyenneté péruvienne. L'ambassade de Pologne a probablement été informée du nombre de passeports délivrés, mais rien n'indique qu'elle ait participé à la préparation des documents. En 2010, José Arturo Castellanos est déclaré par Yad Vashem, Juste parmi les nations.

## Réception du thème

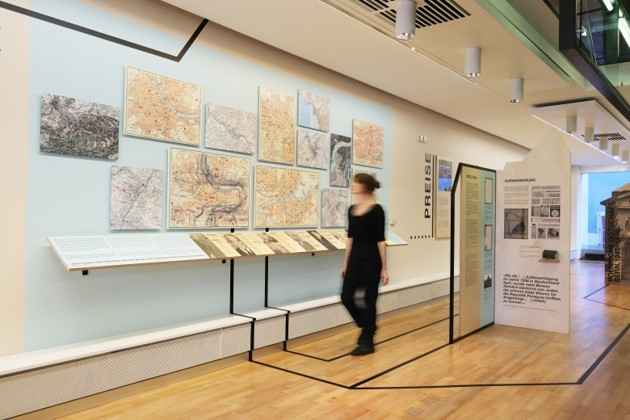
L'exposition temporaire « Passeports, Profiteurs, Police » dans le musée juif de Suisse.

Une exposition temporaire (2019/2020) dans le musée juif de Suisse « Passeports, Profiteurs, Police », montre l’histoire du réseau d’aide en exposant des documents des archives fédérales suisses à Berne,. 